# 우량예

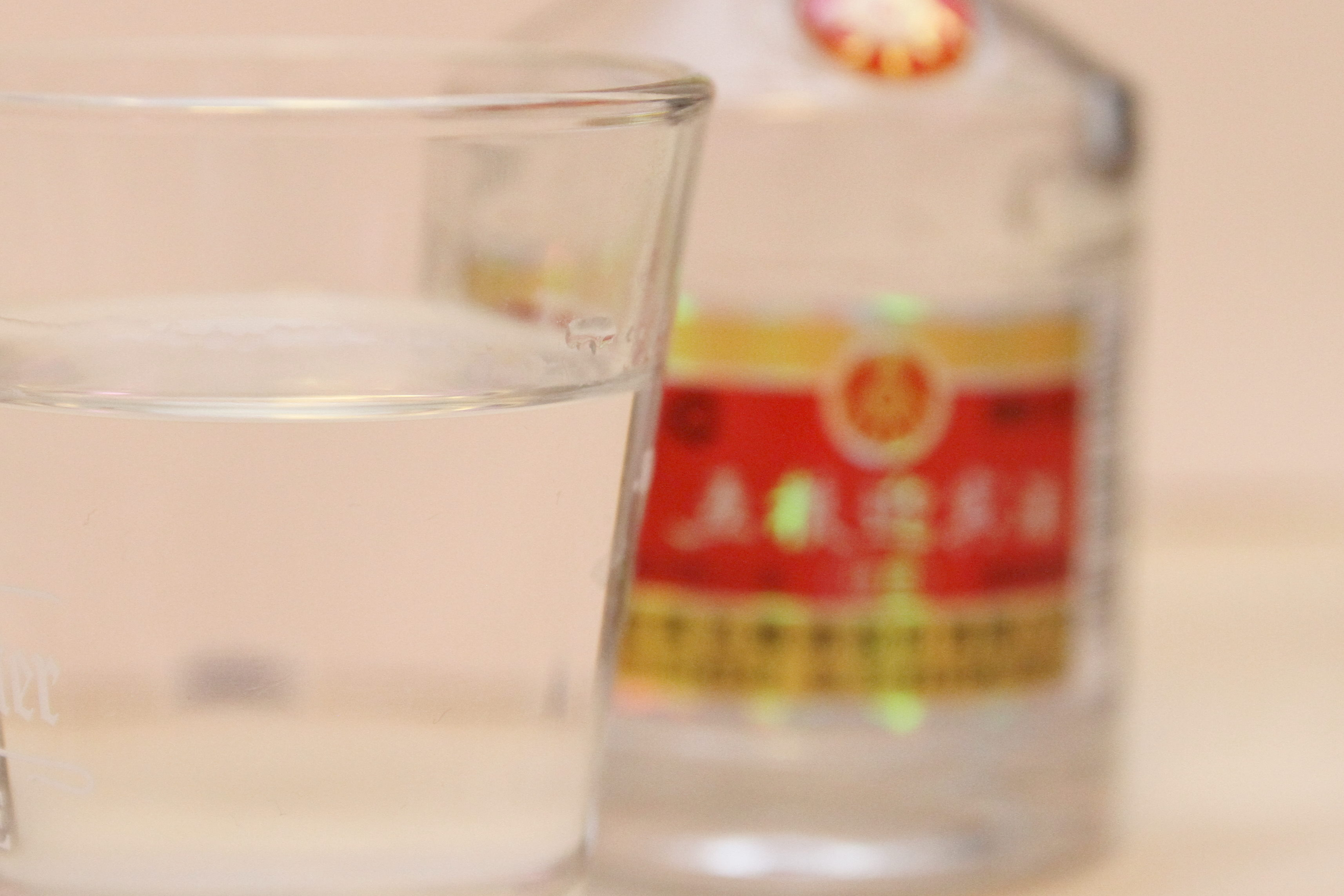

우량예(중국어: 五粮液; 병음: wǔ liáng yè; lit. 'Five Grains Liquid') 또는 오량액은 프로소 기장, 옥수수, 찹쌀, 긴 곡물 쌀 및 밀로 만든 중국 백주 술이다. 제조법은 명나라(1368–1644) 동안 개발되었지만 우량예라는 이름은 1905년에 부여되었다. 1959년부터 이 공식은 국유화되고 표준화되었다. 우량예 이빈(Wuliangye Yibin)은 주류 제조업체이자 중국에서 가장 큰 백주 제조업체 중 하나이다. 최고 등급의 우량예는 26,800 RMB(US$3,375)에 판매된다.
2019년 광군제 행사 기간 동안 우량예는 온라인 쇼핑 플랫폼 티몰에서 바이주 제품을 1억 위안에 판매했다.